# Стаин, Виталий Иванович
Виталий Иванович Стаин (род. 3 февраля 1937, Новосибирск) — советский хоккеист, советский и российский тренер, Мастер спорта СССР (1962), Заслуженный тренер БССР (1979).
Играл на позиции нападающего в командах «Динамо» (Новосибирск) в 1955—1960 гг., «Динамо» (Москва) в 1960—1965 гг., «Сибирь» (Новосибирск) в 1965—1967 гг.
В составе московского «Динамо» трижды подряд выигрывал серебряные медали чемпионата СССР в сезонах 1961/62, 1962/63, 1963/64. Из «Динамо» вызывался в сборную СССР-2, в составе которой стал обладателем Кубка Ахерна — 1964. За свою карьеру провел 315 матчей, забил 171 гол, 4 раза подряд (1962—1965) входил в список 33 и 34 лучших хоккеистов сезона.

## Тренерская карьера
- главный тренер ХК «Сибирь» (Новосибирск) в 1967—71 гг.
- главный тренер ХК «Торпедо» (Ярославль) в 1971—73 гг.
- главный тренер ХК «Подхале» (Новы-Тарг, Польша) в 1974—76 гг.
Чемпион Польши — 1975, 1976
- главный тренер ХК «Динамо» (Минск) в 1976—81 гг.
Победитель первой лиги чемпионата СССР — 1980
- главный тренер ХК «Сибирь» (Новосибирск) в 1981—86 гг.
Победитель первой лиги чемпионата СССР — 1983
- главный тренер «СК имени Урицкого» (Казань) в 1987—88 гг.
- главный тренер ХК «Црвена Звезда» (Белград, Югославия) в 1989—93 гг.
Чемпион Югославии — 1992, 1993
- главный тренер ХК «Сибирь» (Новосибирск) в 1998—99 гг.
- главный тренер ХК «Мотор» (Барнаул) в 2000—01 гг.
- по состоянию на ноябрь 2002 — главный тренер «Войводины»[5], по состоянию на ноябрь 2003 — главный тренер «Црвены Звезды»[6]
- главный тренер ХК «Войводина» (Нови-Сад, Сербия) в 2004—07 гг.
- главный тренер Сборной Сербии и Черногории в 2006 г.
- главный тренер юниорской сборной Сербии в 2007 г.